# Gant-Wevelgem 2009
La Gant-Wevelgem 2009, la 71a edició de la cursa ciclista Gant-Wevelgem, es va disputar el 8 d'abril de 2009. Comptava amb un recorregut de 203 km i fou guanyada pel noruec Edvald Boasson Hagen, després d'imposar-se al seu company d'escapada Aleksandr Kuschynski.
A 34 km de l'arribada Hagen agafà Kuschynski, que anava escapat. Junts arribaren al darrer quilòmetre, moment al qual el noruec va reeixir escapolir-se del belarús i aconseguir la seva primera victòria de renom a nivell internacional. El tercer classificat fou l'australià Matthew Goss.
La cursà era la tercera de l'UCI ProTour 2009.

## Recorregut
El recorregut d'aquesta edició té 203 quilòmetres. Des de Deinze el recorregut es dirigeix cap a l'oest, fins a Diksmuide, on gira cap al nord per passar per Nieuwpoort i Koksijde, abans de tornar a girar cap al sud a partir de Veurne. El recorregut continua cap al sud, fins a trobar els monts de Flandes, on s'hauran de superar dues vegades les cotes dels pujols Monteberg i Kemmelberg. Els darrers 36 quilòmetres són plans fins a Wevelgem.

## Equips participants
| Núm.    | Codi | Equip                 |
| ------- | ---- | --------------------- |
| 1-8     | RAB  | Rabobank              |
| 11-18   | QST  | Quick Step            |
| 21-28   | SIL  | Silence-Lotto         |
| 31-38   | ALM  | AG2R La Mondiale      |
| 41-48   | AST  | Astana Team           |
| 51-58   | BBO  | Bbox Bouygues Telecom |
| 61-68   | GCE  | Caisse d'Epargne      |
| 71-78   | COF  | Cofidis               |
| 81-88   | EUS  | Euskaltel-Euskadi     |
| 91-98   | FDJ  | Française des Jeux    |
| 101-108 | FUJ  | Fuji-Servetto         |
| 111-118 | GRM  | Garmin-Slipstream     |

| Núm.    | Codi | Equip                        |
| ------- | ---- | ---------------------------- |
| 121-128 | LAM  | Lampre-N.G.C.                |
| 131-138 | LIQ  | Liquigas                     |
| 141-148 | THR  | Team Columbia-High Road      |
| 151-158 | KAT  | Team Katusha                 |
| 161-168 | MRM  | Team Milram                  |
| 171-178 | SAX  | Team Saxo Bank               |
| 181-188 | CTT  | Cervélo TestTeam             |
| 191-198 | LAN  | Landbouwkrediet-Colnago      |
| 201-208 | SKS  | Skil-Shimano                 |
| 211-218 | TVL  | Topsport Vlaanderen-Mercator |
| 221-228 | VAC  | Vacansoleil Pro Cycling Team |
| 231-238 | VOR  | Vorarlberg-Corratec          |

## Resultats
|    | Ciclista             | Equip                   | Temps      | UCI ProTour Punts |
| -- | -------------------- | ----------------------- | ---------- | ----------------- |
| 1  | Edvald Boasson Hagen | Team Columbia-High Road | 5h 00' 31" | 80                |
| 2  | Aleksandr Kuschynski | Liquigas                | + 03"      | 60                |
| 3  | Matthew Goss         | Team Saxo Bank          | + 52"      | 50                |
| 4  | Matthew Hayman       | Rabobank                | m. t.      | 40                |
| 5  | Andreas Klier        | Cervélo Test Team       | + 55"      | 30                |
| 6  | Koldo Fernández      | Euskaltel-Euskadi       | +1' 47"    | 22                |
| 7  | Marcus Burghardt     | Team Columbia-High Road | + 2' 12"   | 14                |
| 8  | Tom Leezer           | Rabobank                | m. t.      | 10                |
| 9  | Manuel Quinziato     | Liquigas                | m. t.      | 6                 |
| 10 | Jeremy Hunt          | Cervélo Test Team       | m. t.      | 2                 |